# Een zoen van Jossy
Een zoen van Jossy is een hoorspel van Dick Walda. De VARA zond het uit op woensdag 23 oktober 1974, van 16:03 uur tot 16:55 uur. De regisseur was Ad Löbler.

## Rolbezetting
- Hans Karsenbarg (Teddy Rap)
- Hans Veerman (Fons Kotting)
- Eva Janssen (moeder Kotting)
- Gerrie Mantel (Gerda)
- Frans Somers (de huismeester)
- Huib Orizand (Ome Karel)
- Jan Borkus (de verhuurder)
- Tonny Foletta (de chef van de broodjeszaak)
- Fé Sciarone (de ouvreuse van Alhambra)
- Donald de Marcas (de portier van de studio)
- Corry van der Linden (Jossy de Haas)

## Inhoud
Teddy Rap, die  zich liever Sonny laat noemen omdat die naam veel beter klinkt, is ontslagen uit de gevangenis. Hij heeft z’n straftijd van meer dan twee jaar uitgezeten. In zijn gevangenistijd heeft hij kennisgemaakt met Jossy de Haas. Althans in z’n dromen. Hij heeft Jossy nooit in levenden lijve gezien. Jossy presenteert namelijk een verzoekplatenprogramma en heeft ooit eens een brief van hem in een uitzending beantwoord: “Ik heb deze week zoveel verzoekjes gekregen dat ik maar de helft ervan kan behandelen. Daarom begin ik maar gauw met een brief van Teddy R. Hij zit in Haarlem en schreef me een lieve brief. Teddy wil graag weten wat ik vanavond aan heb.” Jossy laat Teddy via de radio weten wat ze allemaal aan heeft en vanaf dat moment is Teddy stapelverliefd op Jossy. Dat gevoel wordt ook nog versterkt als hij een brief van haar krijgt met de slotzin: “Een zoen van Jossy.” Het is vanzelfsprekend voor Teddy dat zijn start in de maatschappij in het teken staat van een ontmoeting met Jossy. Hij wil zo gauw mogelijk aan de slag komen, om veel geld te verdienen, zodat hij “knap in het pak” kan komen en een eigen kamer kan huren, waar hij Jossy kan ontvangen. Hij wordt geholpen door z’n vriend Fons Kotting, die hij alvast maar een grote toekomst als radiozanger voorspelt, omdat hij via Jossy wel iets voor hem gedaan kan krijgen…